# カイの戦い
カイの戦い（カイのたたかい、英語: Battle of Kay）、またはスレフフの戦い、チュリヒャウの戦い、パルツィヒの戦いは七年戦争中の1759年7月23日、ノイマルクのカイ（現ポーランド領キイェ）の近くで行われた戦闘。
カール・ハインリヒ・フォン・ヴェーデル将軍はプロイセン軍2万6千を率いてピョートル・サルトイコフ伯爵率いるロシア軍4万1千を攻撃したが、衆寡敵せず敗北し、プロイセン軍とロシア軍がそれぞれ8,300と5,000以下の損害を出した。その後、プロイセン王フリードリヒ2世はロシア軍とオーストリア本軍の合流を阻止しようとして決戦に挑んだが、クネルスドルフの戦いでロシア＝オーストリア連合軍に大敗を喫した。

## 背景
1759年までにプロイセンの戦略は守備に重点を置いたものになっていた。4月に冬営が終わると、フリードリヒ2世が下シュレージエンで軍を集結したことで、オーストリア軍はボヘミアに留まることを余儀なくされた。一方、ロシア軍はポーランド西部に転進、続いてオーデル川に向けて西進し、プロイセンの中心地ブランデンブルク辺境伯領とベルリン自体を脅かした。フリードリヒ2世はフリードリヒ・アウグスト・フォン・フィンクを派遣してロシア軍に対抗、続いてクリストフ2世・フォン・ドーナの縦隊も派遣した。
7月のはじめの時点では、ロシア軍はポズナンへ進軍する用意ができており、オーストリア軍はボヘミアの北の境界で、ラウジッツとシュレージエンの境界であったクフィサ川（ポーランド語: Kwisa、ドイツ語ではクヴァイス川、ドイツ語: Queis）に進軍して、その境界で15キロメートルにわたって軍を展開していた。オーストリア軍のレオポルト・フォン・ダウンはそこで必要に応じてラウジッツとシュレージエンの両方に進軍できた。そして、同盟軍は7月8日に作戦会議を開いた。サルトイコフはシュレージエンへの侵入を強く主張した。ダウンはフリードリヒ2世とその弟ハインリヒの動きを危惧してシュレージエンに進軍したくなかったが、エルンスト・ギデオン・フォン・ラウドン率いる予備軍を派遣した。
フリードリヒ2世は7月4日に野営地のランデスフートを離れ、北西のレーヴェンベルクへ進軍した。この町は10日にダウン軍がいた位置の20キロメートル東に位置していた。一方、ハインリヒはプロイセン本軍を率いてザクセンからシュレージエンのザーガンへ進軍した。これによりダウン軍とサルトイコフ軍の連絡は切断された。しかし、ダウンはラウドン軍のみではロシア軍への支援が足りないと思い、ボヘミア北部からアンドレアス・ハディク率いる偵察軍1万7千を派遣した。ハディクはハインリヒ軍を追跡しつつ進軍、7月22日にラウジッツのツヴィッカウに侵入した。

## 行軍

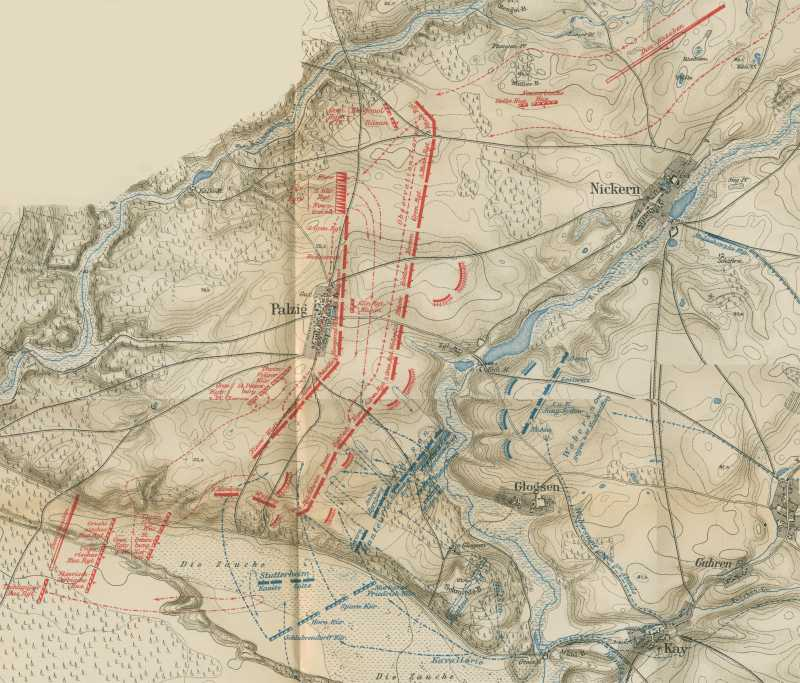
カイ（パルツィヒ）の戦いの戦場

エリザヴェータ女帝の命令にもとづき、サルトイコフは1759年6月から着々と行ってきたプロイセンへの進軍をさらに継続した。ロシアの軍勢を7万とする文献もあるが、もっと現実味のある見積もりとして4万1千とする文献もある。同様に、フリードリヒ2世はドーナ将軍にロシアの進軍を止めるよう命令した。このとき、ドーナ軍は2万6千人で騎兵も数個中隊あった。
7月中旬、サルトイコフとドーナは互いに対する陽動に1週間を費やしたが、その間もサルトイコフはプロイセン国境に接近した。14日、彼は南西のオーデル川、クロッセンとグローガウの間に向かい、19日にシレジアとの境界にあるチュリヒャウに着くと数日間休息をとった。
プロイセン軍はというと、フリードリヒ2世はドーナを更迭して、カール・ハインリヒ・フォン・ヴェーデルをその後任に据えた。ヴェーデルは20日に着くとチュリヒャウでロシア軍の行き道をふさぎ、オーデル川への進軍を阻止した。彼は翌日に攻撃を仕掛けようとしたが、ロシア軍の弱点を上手く見つけられなかった。
20日、サルトイコフは軍の一部をカイとチュリヒャウに向かわせ、自らはオーデル川でプロイセン軍のクロッセンとフランクフルト (オーダー)との連絡線を切断した。この時点でロシア軍はカイの高地と、モズフにあるもう一つの高地を占領していた。ロシア軍の地理的な優位はこれだけではなかった。アイヒミューレン＝フリース（ドイツ語: Eichmuehlen-Fliess）という小川がカイの東で低地にある沼地を流れており、渡河できる場所が少なかった。1つはパルツィヒの東にある道で、ロシア軍中央と相対しており、まず無理であった。もう1つはカイの南であり、ロシア軍右翼への突撃が成功すると渡河は可能であった。では突撃が現実的であるかというと、ロシア軍が全軍を出撃させなければ可能、というのがヴェーデルの考えであった。23日、ヴェーデルはサルトイコフ軍を偵察して、行軍中であることを確認した。ヴェーデルはフリードリヒ2世から直に「いい陣地」を確保する、そして「望ましい攻撃手段」を使う命令を受けていた。フリードリヒ2世の命令での「いい陣地」とは守備に優れた陣地を意味し、「望ましい攻撃手段」とは斜行戦術を意味していた。ヴェーデルは大王の信任を維持するためにはサルトイコフ軍がフランクフルトに進軍する前に戦闘にもちこむ必要があると認識し、進軍を命令した。この時点でヴェーデルのとれる最良の戦略はロシア軍より先に高地のパルツィヒを確保することであり、パルツィヒの確保にはカイを通るのが一番良い方法であった。

## 戦闘
プロイセン軍は2列でカイに向けて行進したが、カイを囲んでいる峡谷を抜けるやいなやロシア軍散兵との戦闘がはじまった。ロシア軍散兵の小部隊は撃退されたが、その援軍が来たことでそのまま全面的な戦闘に雪崩れ込んだ。続いてロシア軍はカイのまわりの高地からプロイセン軍を砲撃した。ハインリヒ・フォン・マントイフェル将軍は6個大隊を率いて砲台を攻撃したが、はじめは撃退された。戦闘に参加していた1人はマントイフェルが攻撃を成功させて大砲40門を鹵獲したとしているが、公式記録には残っていない。その午後には突撃が3回行われ、いずれも撃退された。
マントイフェルは1回目の突撃で負傷した。ヴェーデルは騎兵に密林を抜けてサルトイコフ軍右翼へ総突撃するよう命令したが、サルトイコフ軍が多勢であることもあいまって反撃に遭い、増援が遅れたことで攻撃は失敗した。高地にあるロシア軍に向けて何度も突撃したプロイセン軍は大損害を負い、最後の突撃ではモーリッツ・フランツ・カジミール・フォン・ヴォーバースノー率いる8個大隊とチュリヒャウからの6個戦隊がサルトイコフ軍右翼を猛攻、同時に騎兵がサルトイコフ軍の歩兵隊への突入に成功したが、ロシア騎兵が砲火の援護もあってそれらを全て撃退、ヴォーバースノーも戦死した。

## その後
マントイフェルは1回目の突撃で負傷、ヴォーバースノーは最後の突撃で戦死した。ヴェーデル軍は8千人以上を失ったが、フリードリヒ2世は自軍の損害を約800、ロシア軍の損害を約7千として発表した。フリードリヒ2世はプロイセン軍が自殺に近い突撃を何度も行ったにもかかわらず、臆病なならず者であると罵った。彼は再度の概算でプロイセン軍損害1,400、ロシア軍損害14,000という数字を出したが、単に自分を騙していただけだった。
カイを落としたことでサルトイコフ軍のオーデル川への進軍を阻める者がいなくなり、彼は28日にクロッセンに到着した。しかし、オーストリア軍との相互不信でサルトイコフはそこで行軍を止め、プロイセン領に侵入しなかった。サルトイコフとダウンはお互いを信じられず、ドイツ語を話せなかったサルトイコフは通訳すら信用できなかった。フリードリヒ2世は7月のはじめにザクセンを離れており、ハインリヒも北上してきたため、どちらもダウン軍とサルトイコフ軍の合流を阻む可能性があり、単独で戦うとダウン軍が全滅する可能性もあった。このため、ダウンは自軍ではなくラウドン率いる予備軍を派遣してサルトイコフと合流させた。サルトイコフはこの報せを聞くと、ダウンは優柔不断で事を引き延ばしていると断じた。ハディク軍とラウドン軍は7月29日にゲルリッツから北40キロメートルのプシェヴスで合流した。ほぼ同時、ダウンはラウドンにさらなる増援を送った。このときの増援はオーストリア軍の最良の部隊であった。ダウンはラウドンがオーデル川に着くころにはその軍勢が少なくとも2万はあると概算した。8月3日、サルトイコフ軍はフランクフルトを占拠、本軍を市外のオーデル川東岸で野営させた。翌週、ハディク軍とラウドン軍はクーネルスドルフでサルトイコフと合流した。